# Aasee (Münster)

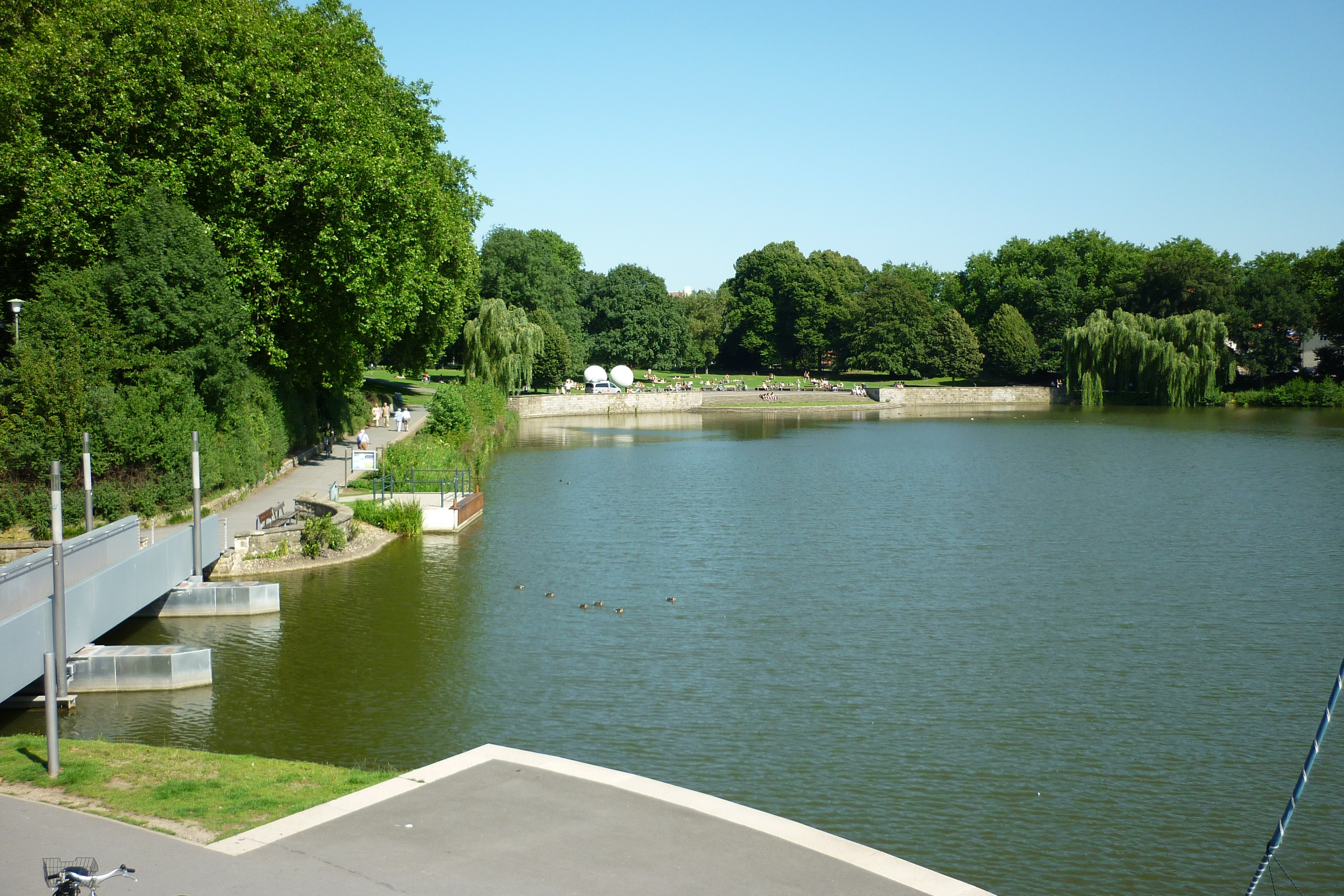
Blick zum Aegidiitor mit Bootsanleger für das Solar-Boot Solaaris

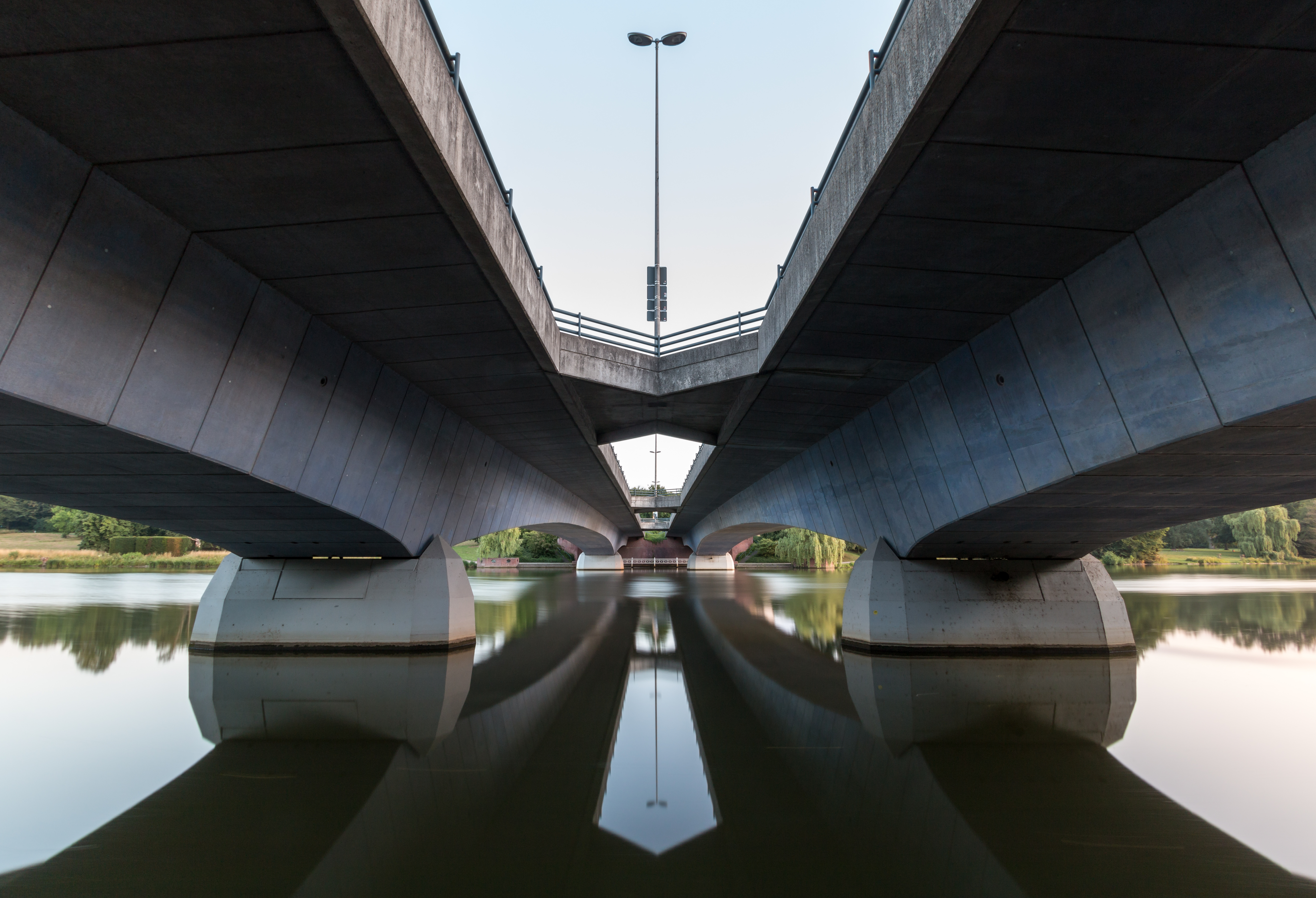
Torminbrücke, Verkehrsverbindung über den Aasee

Der Aasee ist ein Stausee in Münster, Westfalen. Mit seinen anliegenden Wiesen und Wäldern gilt er als innerstädtisches Naherholungsgebiet.

## Geografie
Der in südwestlicher Richtung stadtauswärts gelegene See hat eine Fläche von 40,2 Hektar und eine Länge von etwa 2,3 km. Er ist bis zu zwei Meter tief. Der See wird von zahlreichen Grünflächen umgeben und ist damit der größte Naherholungsraum im Stadtgebiet von Münster.
Der See staut das Wasser der Münsterschen Aa, dient also dem Hochwasserschutz und sorgt für Frischluftzufuhr, weil die vorwiegend aus Südwesten einfließenden Luftmassen abgekühlt werden. Somit hat er eine bedeutende ökologische und städtebauliche Funktion für die Stadt. Dies gilt auch für die zunehmend naturnah gestaltete Umgebung des Sees, die zahlreichen Arten Brut- und Lebensraumgebiet bietet und ein beliebtes Naherholungsgebiet der Münsteraner ist. Der Wasserstand des Sees schwankt um bis zu einem Meter.

## Geschichte
Bei der Belagerung von Münster durch Fürstbischof Christoph Bernhard von Galen brachen am 18. Dezember 1660 zwei Erdwälle, mit denen die Stadt von der Wasserversorgung abgeschnitten worden war, woraufhin Großteile des Stadtgebietes überschwemmt wurden. Münster ergab sich daraufhin dem Belagerer. Die Wassermassen des Dammbruchs waren noch Jahre später an der Stelle des heutigen Aasees zu sehen.
Bis Anfang des 19. Jahrhunderts befanden sich dort Feuchtgebiete und sumpfige Wiesen, die von der Aa durchflossen wurden. Es kam zu regelmäßigen Überflutungen dieser Wiesenflächen, bisweilen erreichte der Wasserstand solche Ausmaße, dass die Altstadt Münsters überflutet wurde. Nicht nur, um den Pegelstand der Aa besser kontrollieren zu können, sprach sich der Münsteraner Zoologieprofessor Hermann Landois bereits 1888 für den Bau eines „Aa-Bassins“ aus. Zugleich wollte Landois mit dem Stausee die Trinkwasserversorgung der Stadt sicherstellen, Sportangebote wie Rudern, Segeln und Schwimmen ermöglichen, zur Verschönerung der Stadt beitragen, aber auch aus hygienischer Sicht durch die Spülung des Aabetts die Quelle von Krankheitserregern reduzieren, da die Aa zugleich als Abwasserkanal der Stadt genutzt wurde. Erst ein Vierteljahrhundert nach den ersten Ausführungen Landois’ und neun Jahre nach dessen Tod, im Frühjahr 1914, begannen italienische Arbeiter mit der Umsetzung seiner Vision, um die Hochwassergefahr für die Stadt Münster zu reduzieren.
Der Aushub des künstlich angelegten Aasees wurde jedoch durch den Ausbruch des Ersten Weltkriegs noch im selben Jahr unterbrochen. Die Arbeiten wurden erst nach einem schweren Hochwasser 1925 während der Amtszeit von Oberbürgermeister Georg Sperlich weitergeführt. Schließlich wurde der See 1934 vollendet mit einer Wasserfläche von 20,7 Hektar. Zur Zeit des Nationalsozialismus gab es Planungen, wonach auf den Aasee-Wiesen ein Tempel entstehen sollte. Nach Kriegsende wurden diese Pläne verworfen und stattdessen von 1972 bis 1976 im Zuge der Baumaßnahmen für den Allwetterzoo Münster der Aasee südlich der Torminbrücke um 19,5 Hektar auf fast die doppelte Fläche erweitert. Ebenfalls 1976 wurden die Parkflächen um 50 Hektar auf insgesamt 90 Hektar vergrößert, die von rund zehn Kilometern Spazierwegen durchzogen werden und etwa 18 Hektar Liegewiesen umfassen.
Später wurden am Ufer des neuen Aasees Flachwasserzonen angelegt, durch welche die Nährstofffracht des zufließenden Wassers vermindert werden sollte. 1996 wurde die Flusslandschaft der Umgebung bis zum Haus Kump naturnah umgestaltet. 2008 wurden am stadtnahen, nördlichsten Punkt des Gewässers die „Aaseeterrassen“ eröffnet. Das Aasee-Areal beherbergt drei Restaurants, Bootsverleih und -schule sowie drei Segelvereine, den Segel-Club Münster, den Segelclub Hansa Münster und den Segelclub Westfälisch-Holsteinische Seglervereinigung mit Hochschulsegelclub Münster (WHS/HSC).
Im Jahr 2009 wurde der Aasee-Park als „Schönster Park Europas“ ausgezeichnet, nachdem er bereits 2008 zu „Deutschlands schönstem Park“ gewählt worden war.
In der ersten Jahreshälfte 2012 wurde die „Fischaufstiegsanlage Badestraße“ gebaut, die die Durchgängigkeit des Aaseewehres für Wasserlebewesen gemäß den Vorgaben der Wasserrahmenrichtlinie ermöglichen soll. Aufgrund der beengten innerstädtischen Platzverhältnisse wurde für diese Fischtreppe die sogenannte „Schlitzpassbauweise“ gewählt.

## Leben am Aasee

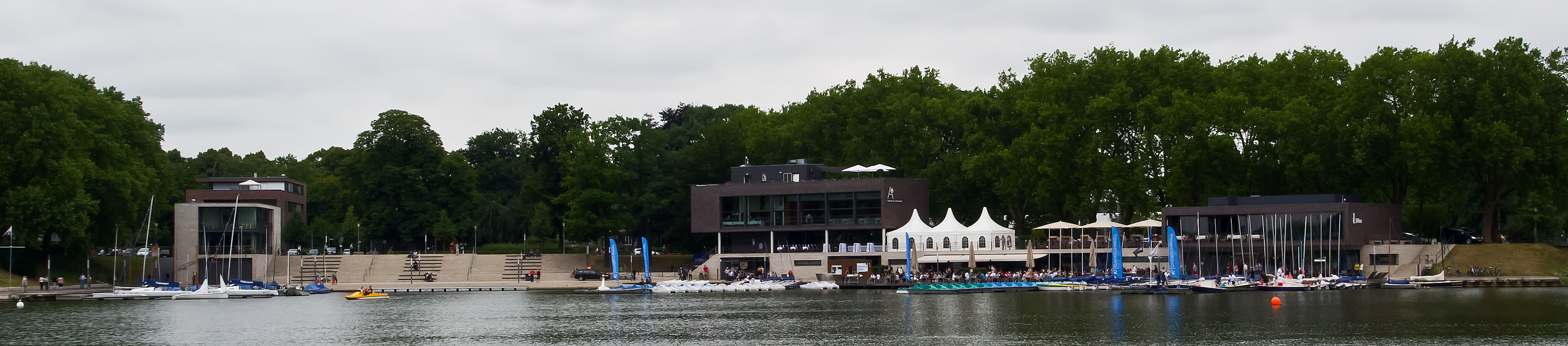
Aaseeterrassen

Heute ist der See Kernstück eines beliebten Naherholungsziels nahe dem Stadtzentrum. Am Aasee angesiedelt sind eine Jugendherberge, mehrere Studentenwohnheime, die Mensa am Aasee, der Sportpark Sentruper Höhe, der Allwetterzoo Münster mit dem Westfälischen Pferdemuseum Münster, das LWL-Museum für Naturkunde mit Planetarium und das Mühlenhof-Freilichtmuseum Münster. Es gibt zwei kleine Segelboothäfen mit Gastronomie. Ein Wanderweg von etwa 5,7 km Länge, der auch zum Joggen benutzt wird, führt um den See.

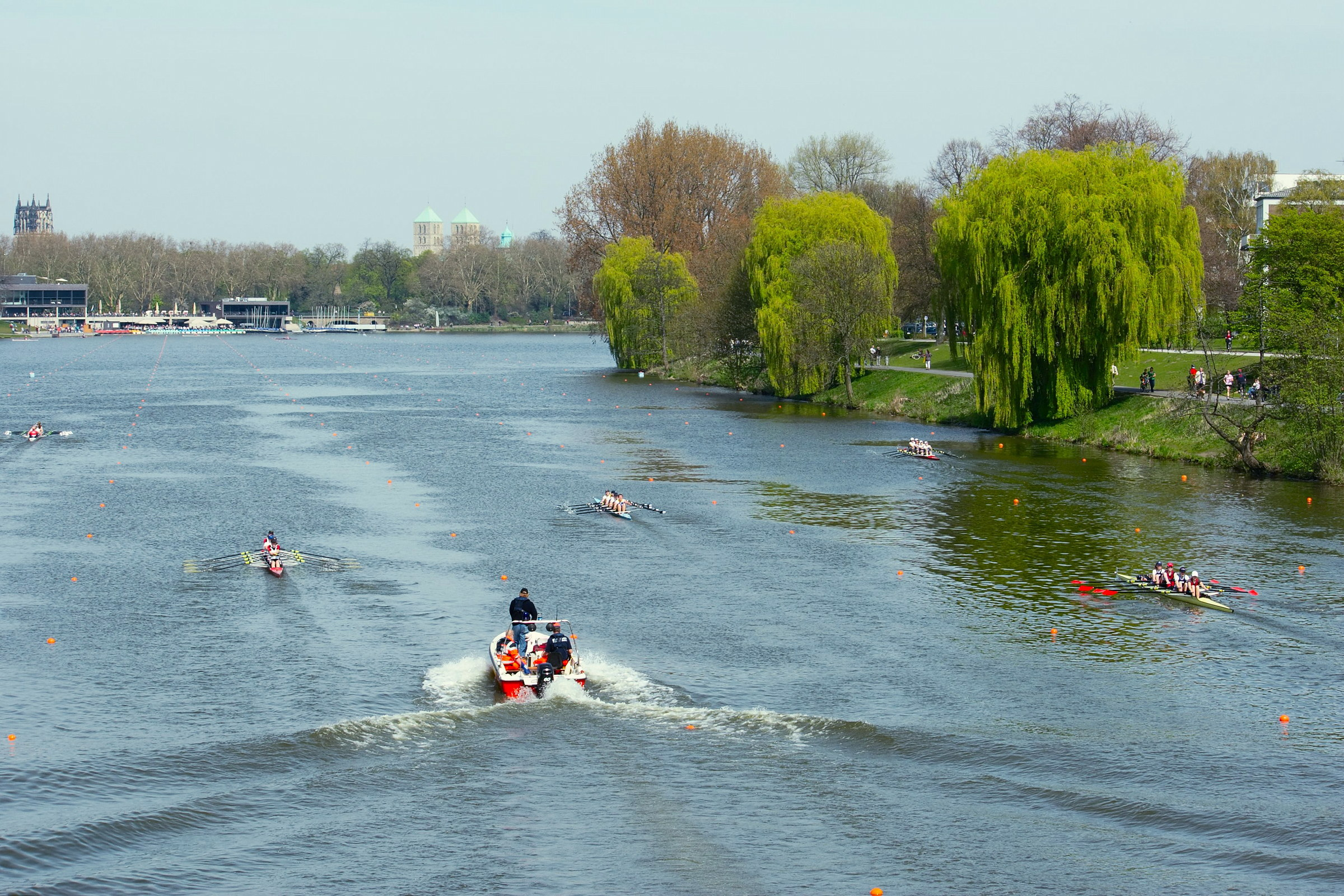
Ruder-Regatta im April 2010

Jedes Jahr im Frühling findet eine Ruder-Regatta statt. Bei der 42. Frühjahrsregatta am 20. und 21. April 2013 nahmen rund 900 Ruderer in 470 Booten teil. Junioren ab 17 Jahren gingen ebenso an den Start wie die erwachsenen Teilnehmer über die olympische Distanz von 2000 Metern, die sich über die gesamte Länge des Aasees erstreckt. Jüngere Sportler konnten sich auf einer Distanz von 1500 Metern messen, wohingegen die Älteren über 1000 Meter an den Start gingen.
Seit 2009 ist der Aasee einer der Austragungsorte der Ruder-Bundesliga. Im September 2012 wurden die deutschen Sprint-Meisterschaften in Münster ausgetragen. Vom 11. bis 18. Oktober 2013 fand die 100. deutsche Meisterschaft der Achter-Ruderer auf der langen Distanz statt.
Am 12. und 13. April 2013 wurde auf dem Aasee zum dritten Mal eine Ranglistenregatta der paralympischen Einmannkielbootklasse 2.4mR ausgetragen.
Auf den Aasee-Wiesen findet seit 1969 mit der Montgolfiade die älteste Heißluftballon-Veranstaltung Deutschlands statt. Sie wird jeweils im August vom Freiballonsport-Verein Münster und Münsterland e. V. in Kooperation mit dem Sportamt der Stadt Münster ausgerichtet.

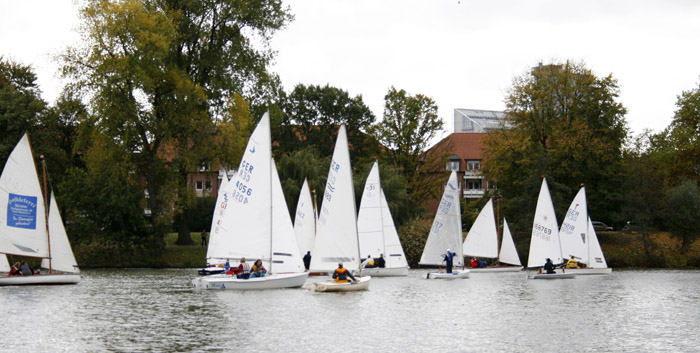
Das Naherholungsgebiet dient zwei Segel-Clubs als Segelrevier

Im Herbst findet auf dem stadtnäheren Teil des Sees der vom Segel-Club Münster veranstaltete Aaseepokal der Piraten statt. Auf dem oberen Aasee, dem Stadtzentrum ferneren Teil des Sees, werden alljährlich die Piraten-Regatta „Bockwurst-Challenge“, der „Laser-Cup“ für alle Laserrigg-Klassen sowie die Optimist „Kiepenkerlregatta“ als Ranglistenregatten vom Segelclub „Hansa Münster“ veranstaltet.
Viele Gäste kommen zum Grillen in das Naherholungsgebiet Aasee.
Die Freitreppe der Aasee-Terrassen bietet bei Veranstaltungen Platz für 2.000 Zuschauer. Dort werden regelmäßig die Folgen der in Münster spielenden Kriminalserie Wilsberg gezeigt. Die als „AaSeerenaden“ bezeichneten klassischen Konzerte mit internationaler Besetzung finden seit 2010 ebenfalls an den Aasee-Terrassen statt und finden alljährlich ihren Abschluss in einem Feuerwerk. Intoniert wird regelmäßig ein musikalisches Programm von „Jazz bis Klassik, Orchester bis Chor, Pop bis Barock“. Intendant und künstlerischer Leiter ist Peter von Wienhardt. Mehr als 20.000 Besucher nehmen nach Angaben der Veranstalter jeweils an der dreitägigen Veranstaltung und ihrem Rahmenprogramm teil.

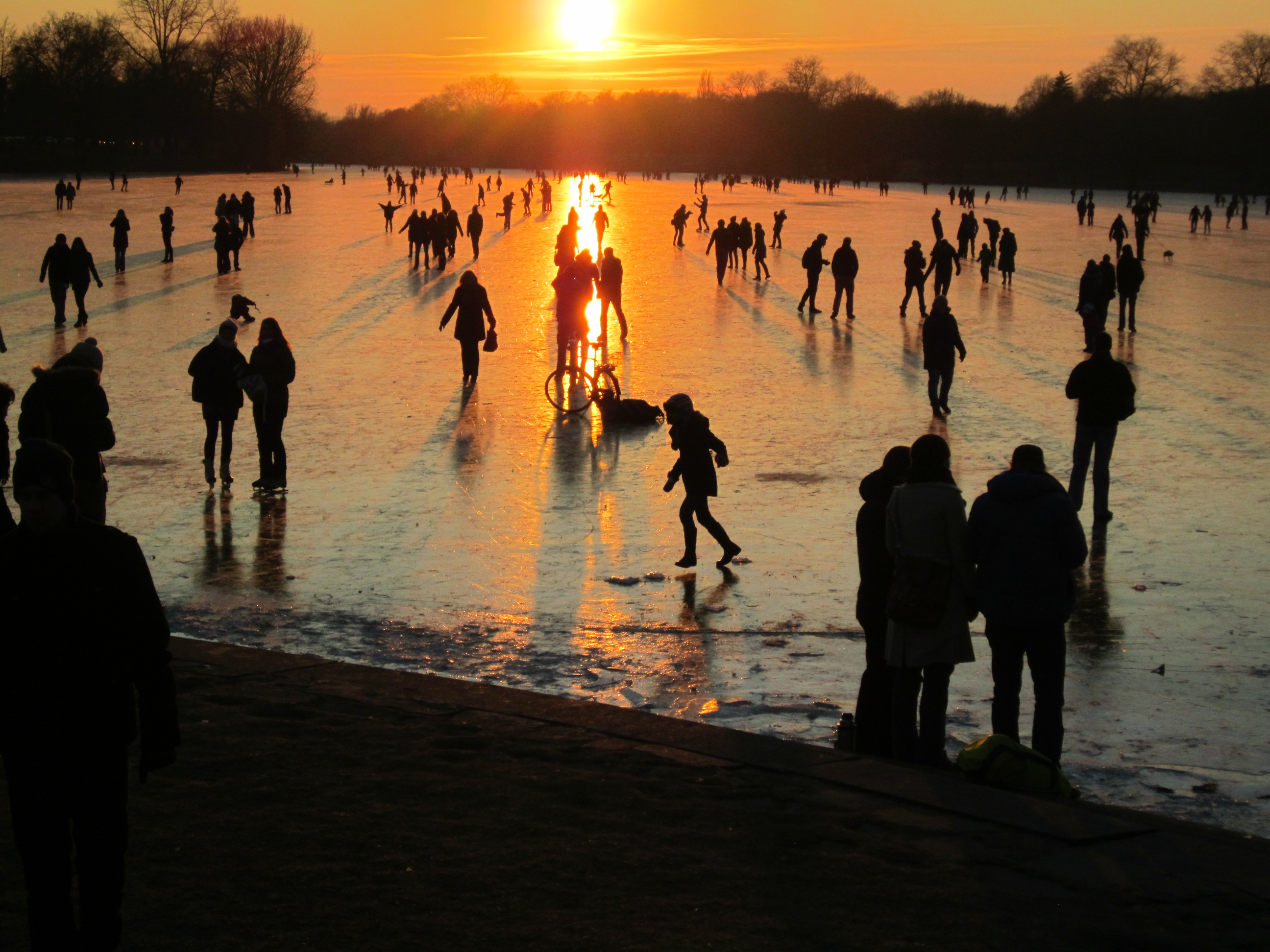
Wintervergnügen auf dem zugefrorenen Aasee

### Wasserbus

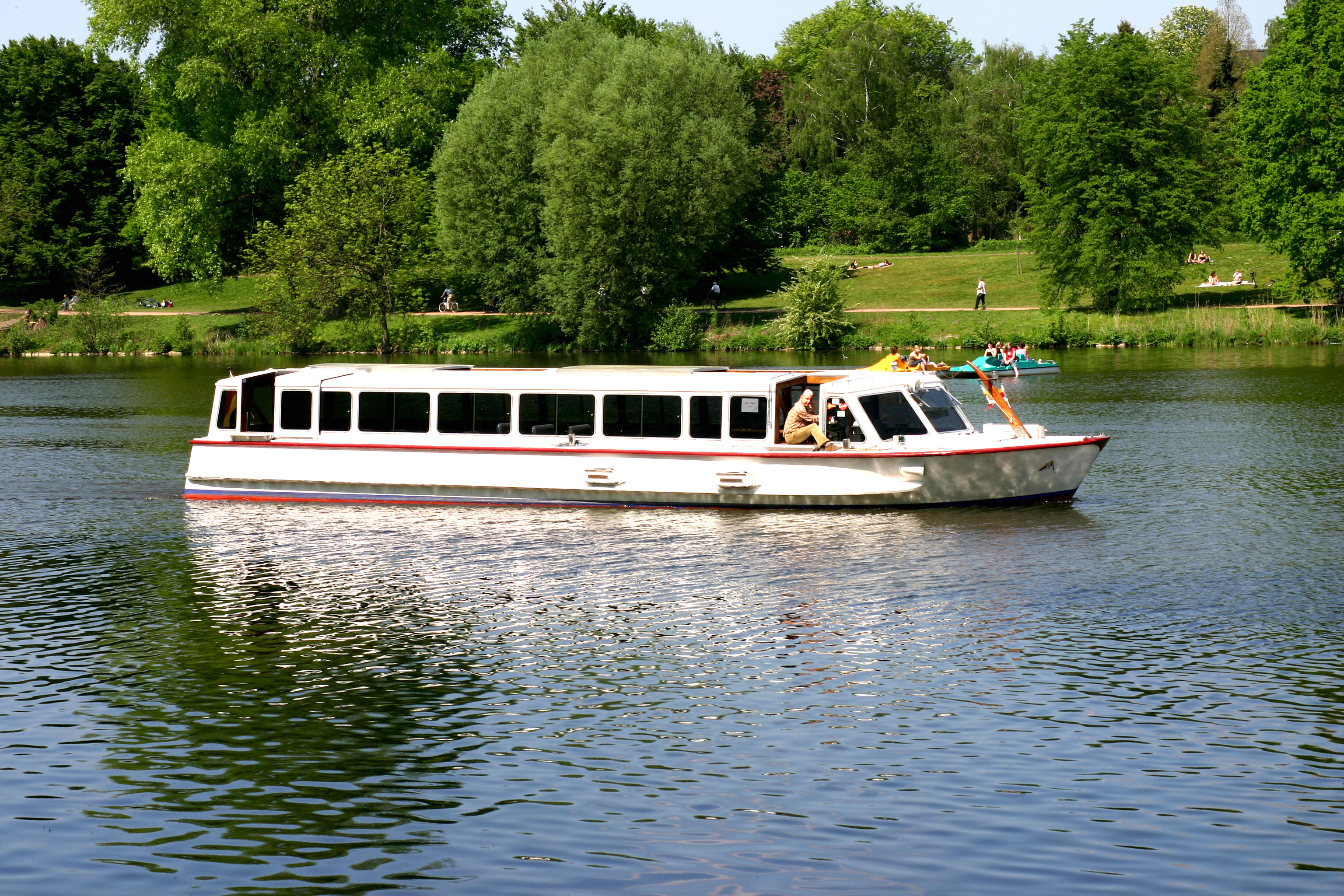
„Wasserbus Professor Landois“ auf dem Aasee

Der „Wasserbus Professor Landois“, der nach Hermann Landois, dem Gründer des Zoos in Münster benannt wurde, wurde 1974 in einer Werft am Dümmersee aus Mahagoni auf Eiche nach Vorbild eines niederländischen Grachtenbootes mit einer Länge von 17 Meter und einer Breite von 4,50 Meter gebaut. Er lag bei einem Gewicht von 17 Tonnen etwa 1,20 Meter tief im Wasser. Das Schiff konnte 75 Passagiere aufnehmen, für ein Bremsmanöver wurden 15 Meter benötigt. Mit dem Wasserbus konnten zwischen 1975 und 2011 der Allwetterzoo mit dem Westfälischen Pferdemuseum und das LWL-Museum für Naturkunde mit Planetarium sowie das Mühlenhof-Freilichtmuseum auf dem Wasserweg erreicht werden. Von der „Goldenen Brücke“ fuhr der Wasserbus von März bis Oktober mehrmals täglich mit 6 km/h die rund zwei Kilometer lange Strecke in 25 Minuten über das Freilichtmuseum Mühlenhof zum Allwetterzoo, auf dem Rückweg gab es einen Zwischenstopp an der Torminbrücke. Im Jahr 1984 wurde mit rund 40.000 Passagieren, mehrheitlich Touristen und auswärtige Gäste, das größte Passagieraufkommen registriert. In der 36-jährigen Dienstzeit wurden rund 400.000 Passagiere befördert. 2008 wurde das Schiff saniert. 2009 wurde es mit sieben Quadratmeter Solarzellen versehen, die einen Teil des Energiebedarfs des Schiffs decken konnten. Nach 36-jähriger Dienstzeit wurde der Wasserbus am 6. November 2011 nach seiner letzten Fahrt zu einer Werft nach Stralsund überführt. Dort wurde auch der Nachfolger gebaut. Nach der Renovierung wird der Wasserbus im Stettiner Haff eingesetzt werden.

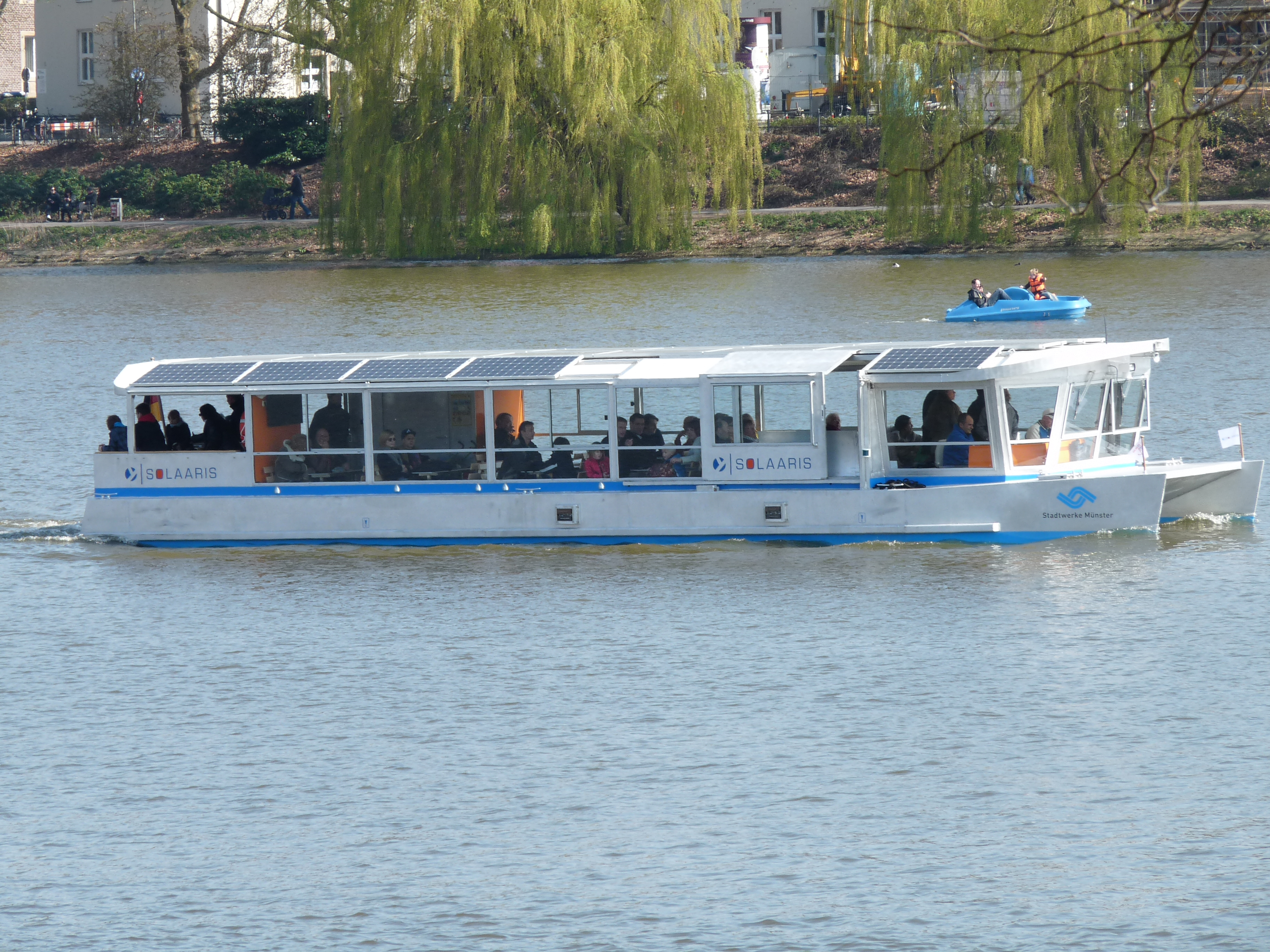
„Solaaris“ auf dem Aasee

Beim Nachfolger „Solaaris“ handelt es sich um ein vollständig aus Aluminium gefertigtes Solarboot, das von zwei Elektromotoren angetrieben wird. Die Elektromotoren haben bei Volllast eine Lautstärke-Emission von 55 Dezibel und beschleunigen das Schiff auf 9,8 km/h. Die übliche Dienstgeschwindigkeit beträgt 7 km/h. Die Solaaris verfügt über keinen alternativen Antrieb zu ihrem Elektromotor. Der Katamaran hat eine Länge von knapp 16 Metern, ist barrierefrei gestaltet und kann 68 Fahrgäste aufnehmen. Die Kosten für das Solarboot sowie seine Lithium-Ionen-Batterien betragen rund 500.000 Euro. Dabei belaufen sich die Kosten allein für das Batteriesystem auf etwa 200.000 Euro. Im Jahr 2012 wurde die Solaaris mit 55.000 Euro durch die Stadtwerke Münster bezuschusst. Die Solaaris wurde in der Ostseestaal-Werft in Stralsund binnen 70 Tagen gebaut. Ihre Jungfernfahrt hatte sie am 23. März 2012 auf der Ostsee. Einen Tag später traf sie auf einem Tieflader in Münster am Aasee ein. Die Taufe des Schiffs wurde am 2. April 2012 am Aasee durch Oberbürgermeister Markus Lewe durchgeführt. Dieser legte zur Jungfernfahrt auf dem Aasee ab und touchierte dabei eine Segeljolle. Die Solaaris nahm am Karfreitag, 6. April 2012, ihren regulären Betrieb auf dem Aasee auf. In den 27 Einsatzwochen des Jahres 2012 legte die Solaaris 1.045 Fahrten unter Nutzung von Solarenergie zurück, bei denen sie 20.000 bis 20.500 Passagiere beförderte. Da die Solaaris mit fast fünf Metern breiter als ihr Vorgänger Professor Landois ist, mussten im Allwetterzoo Münster etwa 40 Meter Spundwand entfernt werden, damit das Boot den Hafen des Zoos erreichen kann. Hierzu wurden Taucher von einem Duisburger Unternehmen eingesetzt, die Schweißarbeiten unter Wasser vornahmen.
Am 12. Juni 2013 sowie den beiden folgenden Tagen wurden Theaterstücke, darunter Shakespeares Werk „Der Sturm“, an Bord der Solaaris aufgeführt.

## Kunstobjekte am See
Das Ufer beleben zahlreiche Skulpturen. Als bekannteste davon gilt die im Rahmen der Skulptur.Projekte 1977 entstandenen Giant Pool Balls von Claes Oldenburg. Sie stieß zunächst auf massive Ablehnung der Münsteraner Bevölkerung. Unbekannte versuchten vergeblich, sie in den Aasee zu rollen. Rosemarie Trockel schuf das Projekt Less Sauvage than Others, eine 3,5 Meter hohe Eibenhecke auf einer rechteckigen Fläche von 4,5 mal 7 Metern.

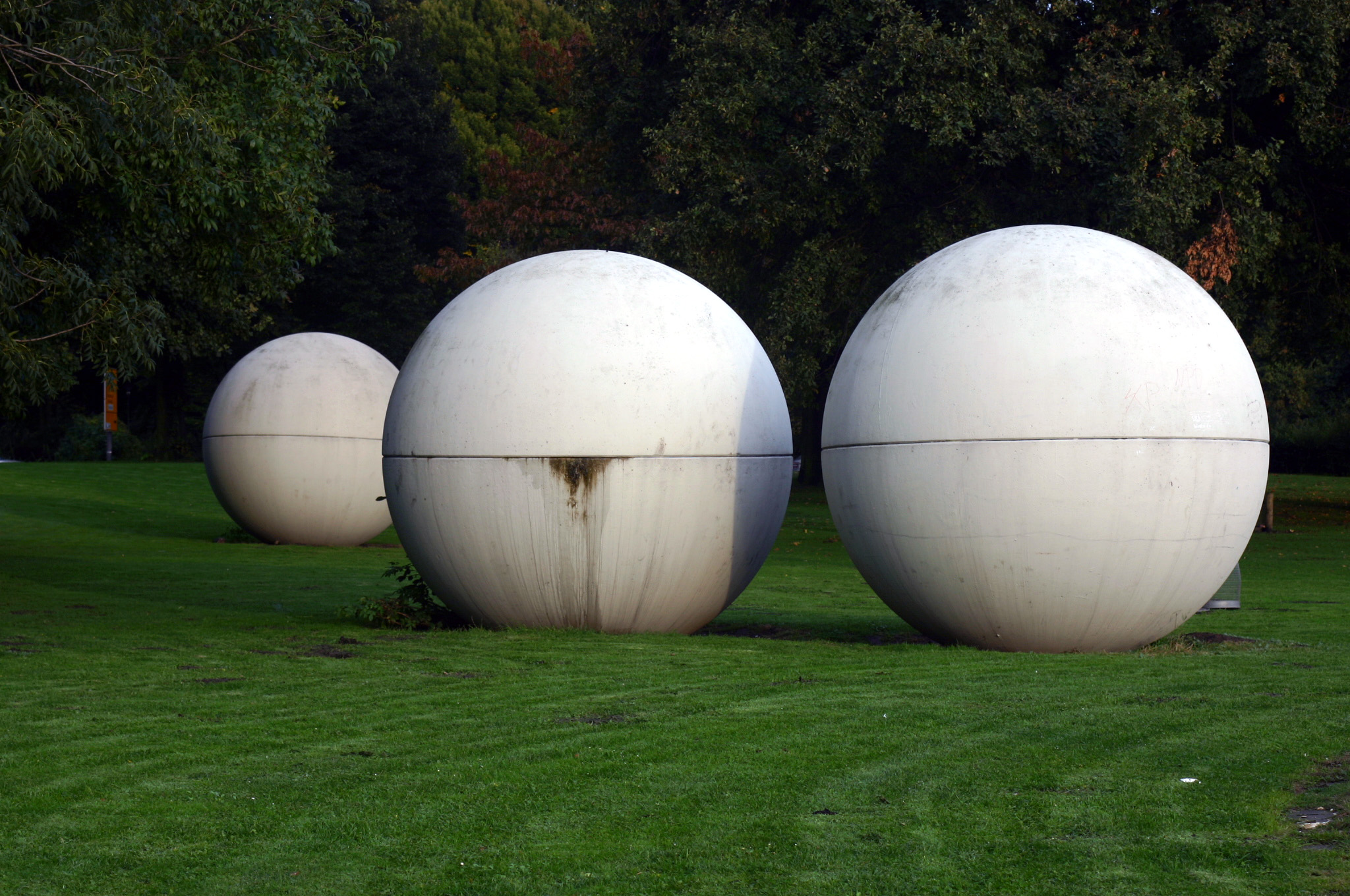
Skulptur Giant Pool Balls von Claes Oldenburg (1977)
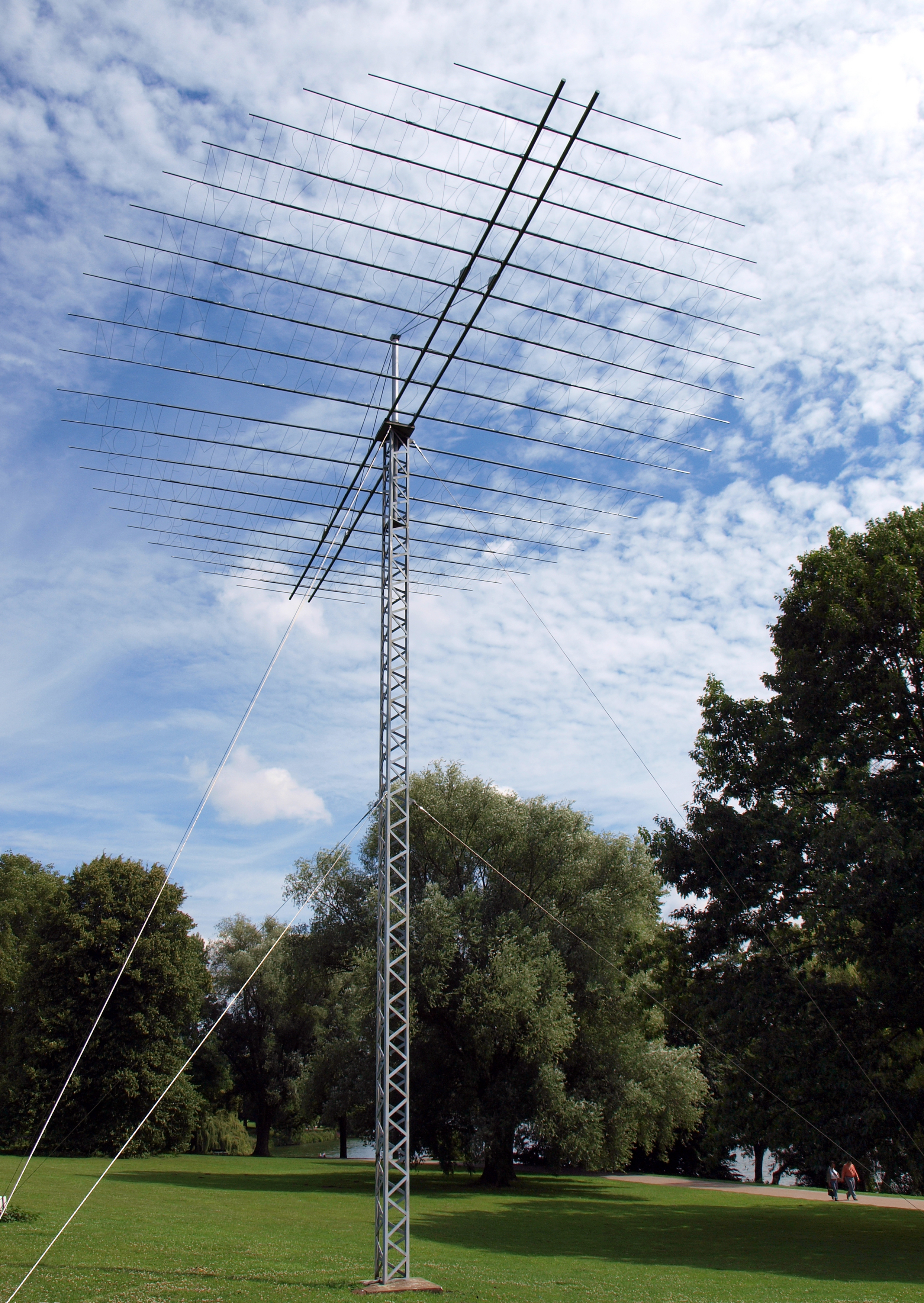
Skulptur Blickst du hinauf und liest die Worte von Ilya Kabakow (1997)
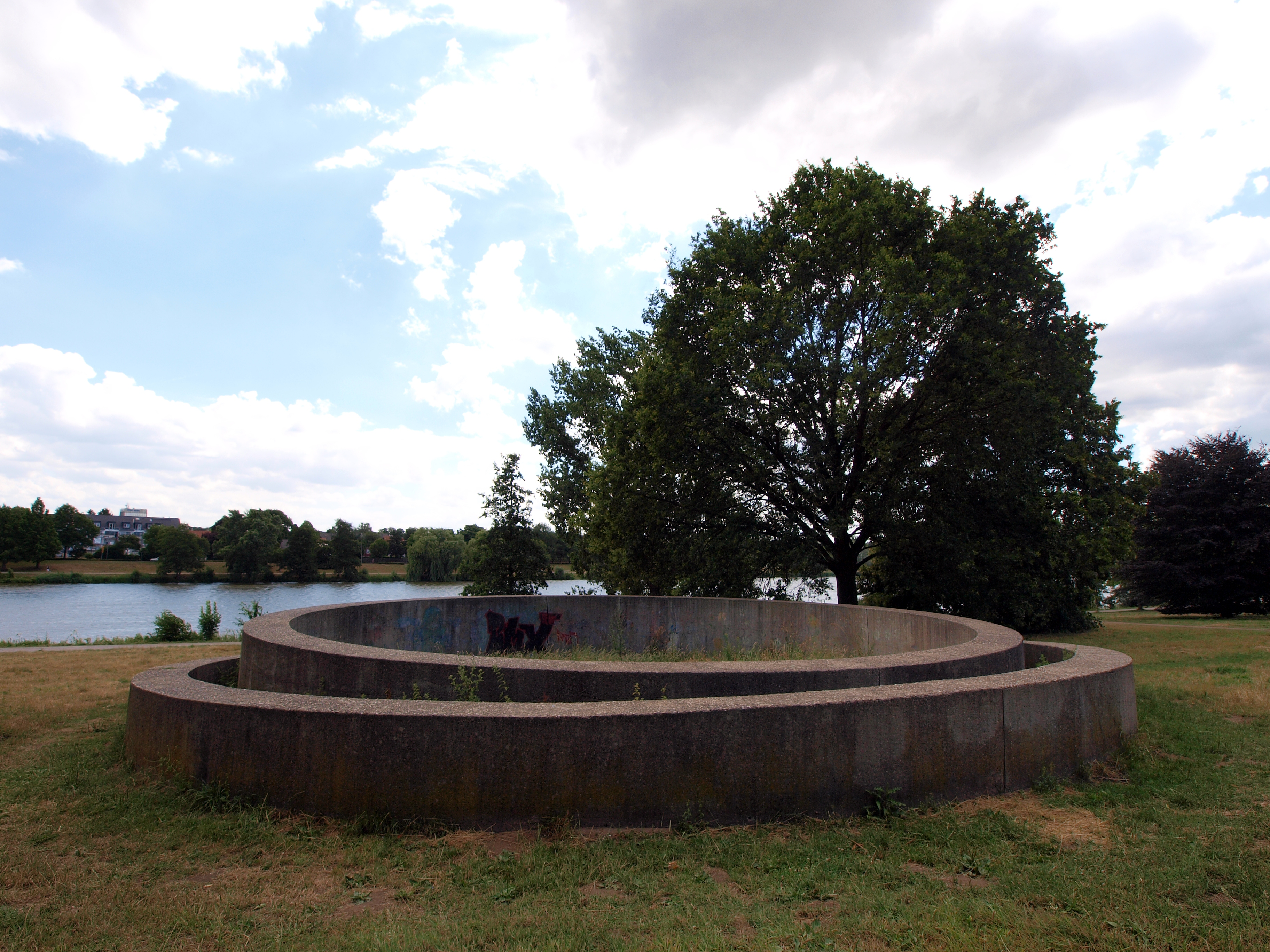
Ohne Titel von Donald Judd
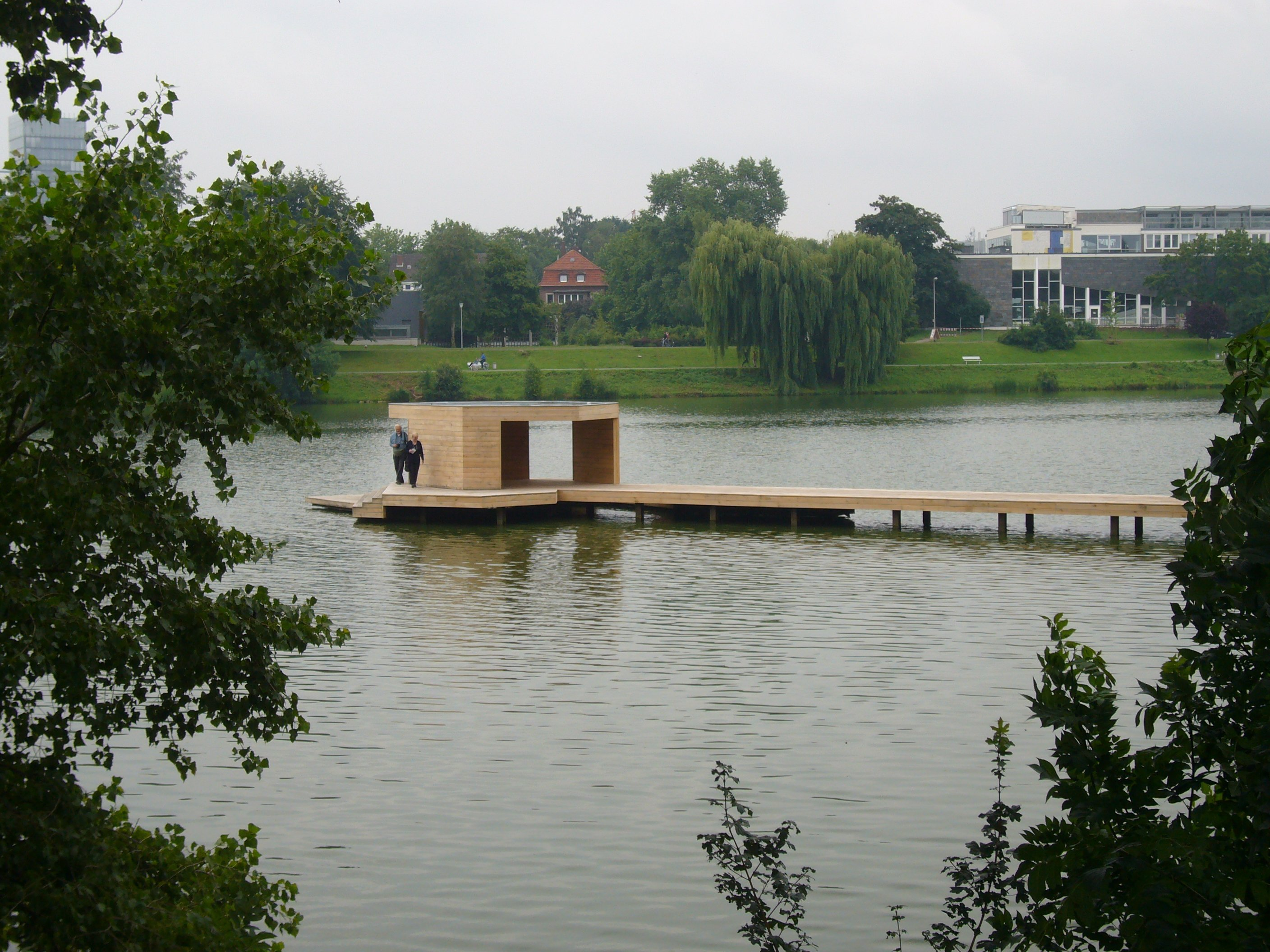
Pier von Jorge Pardo (1997)

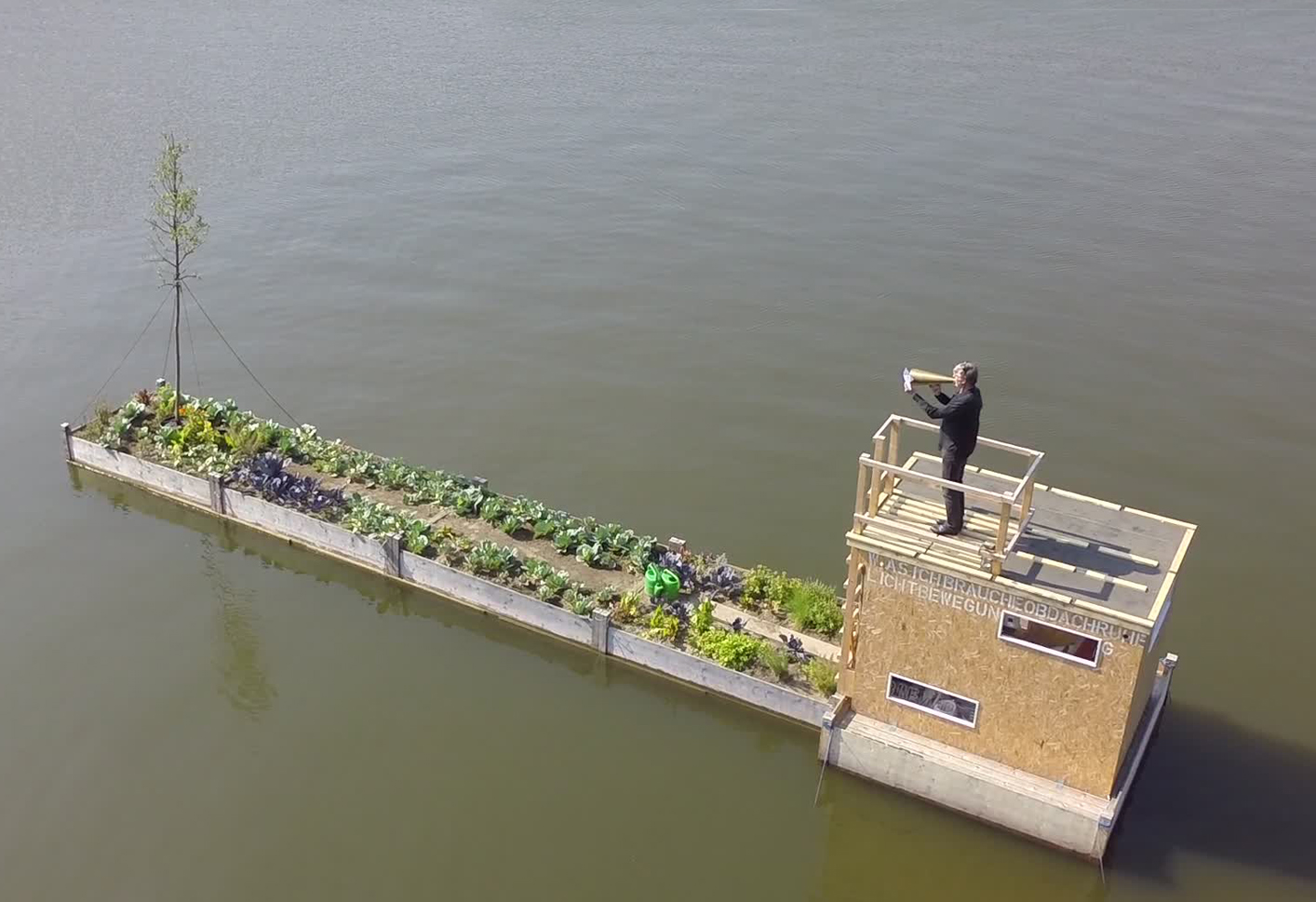
aFarm II – eine Installation von Wilm Weppelmann (2014) auf dem Aasee (Münster)

Im Sommer 2013 verwirklichte der Münsteraner Künstler Wilm Weppelmann einen 24 m² großen, schwimmenden Gemüsegarten als temporäre künstlerische Installation auf dem Aasee. Er nannte sein Selbstversorgungsprojekt aFarm, um einen Bezug zur globalen Landwirtschaft herzustellen. 2014 erweiterte er das Experiment durch ein Mikrohaus. Vom 1. September bis 30. September 2014 verbrachte er Tag und Nacht in einer Dauerperformance auf der Garteninsel und ernährte sich von den dort gewachsenen Gartenbaufrüchten. Zu seinem streng reglementierten Tagesablauf gehörte nicht nur die gärtnerische Arbeit, sondern auch die Aufgabe eines Stadtausrufers, der das Thema der Installation „was ich brauche“ und damit die menschlichen Grundbedürfnisse lautstark ansprach. Das Projekt fand eine große überregionale Resonanz.

## Mediale Ereignisse

### Mordfall Rohrbach
Im Jahr 1957 wurde ein Männertorso im Aasee gefunden. Der Leichnam wurde als Hermann Rohrbach identifiziert, dessen Frau Maria Rohrbach im darauffolgenden Indizienprozess des Mordes für schuldig befunden und zu lebenslanger Haft verurteilt wurde. Nachdem im Sommer 1959 der Schädel des Ermordeten gefunden worden war, wurde der Prozess wegen erheblicher Verfahrensfehler der Sachverständigen wiederaufgenommen; Frau Rohrbach wurde wegen Mangels an Beweisen freigesprochen. Der erste Prozess gilt als Justizskandal.
Filmische Rezeption fand dieser Mordfall in den in Münster spielenden Folgen „Mörderspiele“ und „Sag nichts“ der Kriminalfernsehserie Tatort sowie der Folge „Wilsberg: Wilsberg und die Tote im See“ der in Münster ansässigen Krimiserie Wilsberg.

### Die „Schwarze Petra“

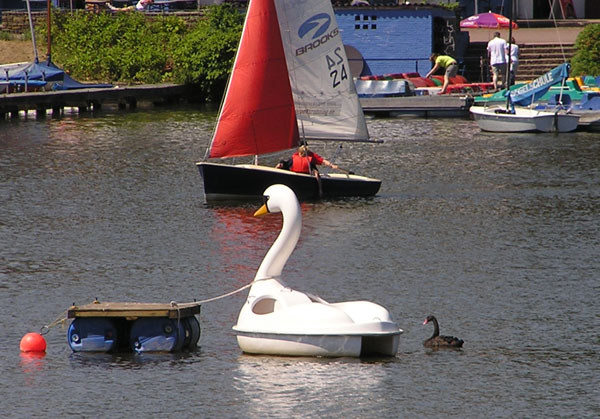
Petra und ihr Tretboot im Sommer 2006

Im Frühjahr 2006 tauchte ein Schwarzschwan auf dem Aasee auf, der sich offenbar in eines der weißen Tretboote in Form eines Schwanes „verliebte“. In Münster wurde der Schwan aufgrund der Gefiederfarbe „Schwarzer Peter“ getauft. Später stellte sich heraus, dass es sich bei dem Schwan um ein Weibchen handelte, das fortan „Petra“ genannt wurde.
Da die Tretboote im Winter aus dem Wasser geholt werden, fand das „Schwanenpärchen“ aus Schwanendame „Petra“ und Tretboot im Allwetterzoo eine Bleibe und überwinterte dort, bevor es im März 2007 wieder auf den Aasee entlassen wurde. 2009 kehrte der Schwan nicht auf den See zurück.
Am 5. April 2013 konnte Petra von Jörg Adler, dem Direktor des Allwetterzoo Münster, in einer Storchen-Betreuungsstation in Osnabrück identifiziert werden. Adler unternahm Versuche, Petra als Botschafter für Vogelschutz nach Münster überführen zu dürfen. Dies wurde von Wolfgang Herkt, dem Leiter der Station, abgelehnt. Entgegen anders lautenden Berichten habe es indes kein Kaufangebot Adlers gegeben.

### Fischsterben
Im August 2018 kam es im Aasee zu einem massiven Fischsterben. Die Wetterlage (Dürre und Hitze in Europa 2018) und das plötzliche Absterben der Grünalgen innerhalb kürzester Zeit führten zu einem Sauerstoffmangel im Gewässer, woran mehrere Tonnen Fisch verendeten. Mitte September 2018 waren große Teile des Sees mit Cyanobakterien bedeckt. Das Helmholtz-Zentrum für Umweltforschung vermutet, dass die starke Algenbildung eine Spätfolge der bislang durchgeführten Phosphatfällung mit Eisen(III)-chlorid ist, mit der die Algenbildung in der Vergangenheit verringert werden konnte; es habe sich das bislang gefällte Phosphat möglicherweise in das Seewasser zurückgelöst.

## Wasserqualität
Das Baden und Surfen im Aasee ist gegenwärtig verboten und wegen der schlechten Wasserqualität, insbesondere in den heißen Sommermonaten, auch nicht zu empfehlen. Allerdings gibt es Bestrebungen, die Wasserqualität zu verbessern. Hauptprobleme sind die sich durch Überdüngung massenhaft vermehrenden Blaualgen, aber auch Colibakterien. Hautkontakt mit dem Aaseewasser kann im Sommer zu Reizungen führen, beim Verschlucken kann es zu lebensgefährlichen Erkrankungen kommen.
Durch das Hygiene-Institut der Westfälischen Wilhelms-Universität Münster wurden – mit Hilfe chemischer Mittel, unter anderem durch Eisen(III)-chlorid, dessen dreiwertige Eisenionen Phosphat binden und dem See dadurch Nährstoffe entziehen – mittlerweile vor allem die Blaualgen bereits wesentlich reduziert. Nach zweijährigem Einsatz wurden bereits gute Ergebnisse erzielt.
Allerdings wurden die Hauptquellen für die Überdüngung des Sees nicht beseitigt. Die Münstersche Aa ist vielerorts weiterhin von intensiv landwirtschaftlich genutzten Flächen gesäumt, deren Drainagen in den Fluss entwässern. Nicht zu vernachlässigen ist ebenfalls der Schad- und Nährstoffeintrag von den Verkehrsflächen und Kläranlagen.
Außerdem ist zu bemerken, dass die Trophiestufe eines Stillgewässers wie dem Aasee nicht dauerhaft niedrig gehalten werden kann. Ohne extreme bauliche Eingriffe wie das Tiefenwasser-Ableitungs-Verfahren oder eine starke Ausbaggerung wird es nicht möglich sein, das durch den langen Zeitraum anaerober Bedingungen entstandene Sapropel dauerhaft als Negativfaktor zu beseitigen.
2012 wurde ein Organismenaufstieg für 350.000 Euro fertig gestellt. Die Wasserqualität des Aasees soll durch den Mikrobenaustausch, der aufgrund des Wehrs an der Badestraße seit 90 Jahren nicht mehr möglich sei, verbessert werden, indem ein Organismenaufstieg erneut die Wanderung von Fischen und Mikroben ermögliche. Ebenso sollen sich auf diese Weise die im Aasee befindlichen Bestände an Friedfischen, beispielsweise Brassen, mit den Raubfischen, darunter Hechte und Zander, aus der Münsterschen Aa vermischen, um das Ökosystem zu stabilisieren. Bereits 2010 war der Bau des Organismenaufstiegs geplant, wurde jedoch aufgrund fehlender Haushaltsmittel verschoben. Die Bauarbeiten begannen im Juli 2011 und erstreckten sich bis in den Herbst 2011.
Weiterhin soll die Wasserqualität des Aasees verbessert werden, indem der Verlauf der Münsterschen Aa südlich des Aasees über Haus Kump hinaus bis hin zur Sentruper Straße renaturiert wurde. Hierbei entstand auf Höhe von Haus Kump ein Sandfang, der ein weiteres Verschlammen des Aasees verhindern soll. Zudem soll durch die Anlage eines Stillgewässers die Temperatur des Zuflusses des Aasees um einige Grad gesenkt werden, um das Wachstum von Blaualgen zu reduzieren.

## Film
- Das Herz von Münster – Der Aasee. WDR-Dokumentation, 22. April 2022 (45-Min.)[60] Bis 22. April 2023 in der ARD Mediathek verfügbar.[61]